# Anomala mirita
Anomala mirita är en skalbaggsart som beskrevs av Ohaus 1930. Anomala mirita ingår i släktet Anomala och familjen Rutelidae. Inga underarter finns listade i Catalogue of Life.